# Championnat du monde des voitures de tourisme 2009
Navigation
2008 2010
L'édition 2009 du Championnat du monde des voitures de tourisme s'est déroulée du 8 mars au 22 novembre. Elle a été remportée par l'Italien Gabriele Tarquini au volant d'une SEAT León. À noter l'apparition du meeting de Marrakech.

## Engagés
| Equipe                      | Voiture            | No. | Pilote                      | Cat. | Manches    |
| --------------------------- | ------------------ | --- | --------------------------- | ---- | ---------- |
| SEAT Sport                  | SEAT León 2.0 TDI  | 1   | Yvan Muller                 |      | toutes     |
| SEAT Sport                  | SEAT León 2.0 TDI  | 2   | Gabriele Tarquini           |      | toutes     |
| SEAT Sport                  | SEAT León 2.0 TDI  | 3   | Rickard Rydell              |      | toutes     |
| SEAT Sport                  | SEAT León 2.0 TDI  | 4   | Jordi Gené                  |      | toutes     |
| SEAT Sport                  | SEAT León 2.0 TDI  | 5   | Tiago Monteiro              |      | toutes     |
| BMW Team UK                 | BMW 320si          | 6   | Andy Priaulx                |      | toutes     |
| BMW Team Germany            | BMW 320si          | 7   | Jörg Müller                 |      | toutes     |
| BMW Team Germany            | BMW 320si          | 8   | Augusto Farfus              |      | toutes     |
| BMW Team Italy-Spain        | BMW 320si          | 9   | Alessandro Zanardi          |      | toutes     |
| BMW Team Italy-Spain        | BMW 320si          | 10  | Sergio Hernández            |      | toutes     |
| Chevrolet RML               | Chevrolet Cruze LT | 11  | Rob Huff                    |      | toutes     |
| Chevrolet RML               | Chevrolet Cruze LT | 12  | Alain Menu                  |      | toutes     |
| Chevrolet RML               | Chevrolet Cruze LT | 14  | Nicola Larini               |      | toutes     |
| Lada Sport                  | LADA 110 2.0       | 18  | Jaap van Lagen              |      | 1–8        |
| Lada Sport                  | LADA 110 2.0       | 19  | Kirill Ladygin              |      | 1–8        |
| Lada Sport                  | LADA 110 2.0       | 20  | Viktor Shapovalov           |      | 1–6        |
| Lada Sport                  | LADA Priora        | 18  | Jaap van Lagen              |      | 9–12       |
| Lada Sport                  | LADA Priora        | 19  | Kirill Ladygin              |      | 9–12       |
| Lada Sport                  | LADA Priora        | 20  | Viktor Shapovalov           |      | 9          |
| Lada Sport                  | LADA Priora        | 36  | James Thompson              |      | 7–8, 10–12 |
| SUNRED Engineering          | SEAT León 2.0 TFSI | 21  | Tom Coronel                 | Y    | toutes     |
| SUNRED Engineering          | SEAT León 2.0 TFSI | 22  | Tom Boardman                | Y    | 1–2, 4–12  |
| SUNRED Engineering          | SEAT León 2.0 TFSI | 29  | Eric Cayrolle               | Y    | 4          |
| SUNRED Engineering          | SEAT León 2.0 TFSI | 32  | Tim Coronel                 | Y    | 6          |
| SUNRED Engineering          | SEAT León 2.0 TFSI | 35  | Diego Puyo                  | Y    | 7          |
| SUNRED Engineering          | SEAT León 2.0 TFSI | 37  | Norbert Michelisz           | Y    | 8          |
| SUNRED Engineering          | SEAT León 2.0 TFSI | 41  | Jean-Marie Clairet          | Y    | 9          |
| SUNRED Engineering          | SEAT León 2.0 TFSI | 45  | Andrea Larini               | Y    | 10         |
| SUNRED Engineering          | SEAT León 2.0 TFSI | 47  | João Paulo Lima de Oliveira | Y    | 11         |
| SUNRED Engineering          | SEAT León 2.0 TFSI | 66  | André Couto                 | Y    | 12         |
| Scuderia Proteam Motorsport | BMW 320si          | 23  | Félix Porteiro              | Y    | toutes     |
| Scuderia Proteam Motorsport | BMW 320si          | 24  | George Tanev                | Y    | 1–3        |
| Scuderia Proteam Motorsport | BMW 320si          | 31  | Vito Postiglione            | Y    | 3, 5–6, 8  |
| Scuderia Proteam Motorsport | BMW 320si          | 46  | Fabio Fabiani               | Y    | 10         |
| Scuderia Proteam Motorsport | BMW 320si          | 49  | Nobuteru Taniguchi          | Y    | 11–12      |
| Liqui Moly Team Engstler    | BMW 320si          | 25  | Franz Engstler              | Y    | toutes     |
| Liqui Moly Team Engstler    | BMW 320si          | 26  | Kristian Poulsen            | Y    | toutes     |
| Liqui Moly Team Engstler    | BMW 320si          | 38  | Philip Geipel               | Y    | 8–9        |
| Liqui Moly Team Engstler    | BMW 320si          | 48  | Masaki Kano                 | Y    | 11         |
| Liqui Moly Team Engstler    | BMW 320si          | 51  | Henry Ho                    | Y    | 11–12      |
| Liqui Moly Team Engstler    | BMW 320si          | 53  | Alex Liu                    | Y    | 12         |
| Liqui Moly Team Engstler    | BMW 320si          | 55  | Joseph Rosa Merszei         | Y    | 12         |
| Wiechers-Sport              | BMW 320si          | 27  | Stefano D'Aste              | Y    | toutes     |
| Wiechers-Sport              | BMW 320si          | 33  | Laurent Cazenave            | Y    | 4          |
| Wiechers-Sport              | BMW 320si          | 50  | Seiji Ara                   | Y    | 11         |
| Wiechers-Sport              | BMW 320si          | 52  | Takayuki Aoki               | Y    | 12         |
| Čolak Racing Team Ingra     | SEAT León 2.0 TFSI | 28  | Marin Čolak                 | Y    | 1–6, 9–10  |
| Exagon Engineering          | SEAT León 2.0 TFSI | 30  | Mehdi Bennani               | Y    | 3–5, 7, 10 |
| Volvo Olsbergs Green Racing | Volvo C30          | 39  | Robert Dahlgren             | *    | 8          |
| Volvo Olsbergs Green Racing | Volvo C30          | 40  | Tommy Rustad                | *    | 8          |
| Perfection Racing           | Chevrolet Lacetti  | 42  | Michel Nykjær               | Y    | 9          |
| Team Bygma JWR              | SEAT León 2.0 TFSI | 43  | Jason Watt                  | Y    | 9          |
| China Dragon Racing         | BMW 320si          | 67  | Lei Kit Meng                | Y    | 12         |

| Icon | Class                                    |
| ---- | ---------------------------------------- |
| Y    | Trophée Yokohama (indépendants)          |
| *    | Non-inscrit au classement du championnat |

## Calendrier de la saison 2009
| Manche | Manche | Date         | Evenement                                           | Circuit                             | Lieu                | Pays               |
| ------ | ------ | ------------ | --------------------------------------------------- | ----------------------------------- | ------------------- | ------------------ |
| 1      | C1     | 8 mars       | HSBC Race of Brazil                                 | Autódromo Internacional de Curitiba | Pinhais             | Brésil             |
| 1      | C2     | 8 mars       | HSBC Race of Brazil                                 | Autódromo Internacional de Curitiba | Pinhais             | Brésil             |
| 2      | C1     | 22 mars      | HSBC Race of Mexico                                 | Autódromo Miguel E. Abed            | Amozoc              | Mexique            |
| 2      | C2     | 22 mars      | HSBC Race of Mexico                                 | Autódromo Miguel E. Abed            | Amozoc              | Mexique            |
| 3      | C1     | 3 mai        | Race of Morocco / Grand Prix de Marrakech           | Circuit Moulay El Hassan            | Marrakech           | Maroc              |
| 3      | C2     | 3 mai        | Race of Morocco / Grand Prix de Marrakech           | Circuit Moulay El Hassan            | Marrakech           | Maroc              |
| 4      | C1     | 17 mai       | Ville de Pau Race of France / Grand Prix de Pau     | Circuit de Pau-Ville                | Pau                 | France             |
| 4      | C2     | 17 mai       | Ville de Pau Race of France / Grand Prix de Pau     | Circuit de Pau-Ville                | Pau                 | France             |
| 5      | C1     | 31 mai       | Race of Spain                                       | Circuit Ricardo Tormo               | Cheste              | Espagne            |
| 5      | C2     | 31 mai       | Race of Spain                                       | Circuit Ricardo Tormo               | Cheste              | Espagne            |
| 6      | C1     | 21 juin      | Mariott Race of the Czech Republic                  | Automotodrom Brno Masaryk           | Brno                | République tchèque |
| 6      | C2     | 21 juin      | Mariott Race of the Czech Republic                  | Automotodrom Brno Masaryk           | Brno                | République tchèque |
| 7      | C1     | 5 juillet    | Race of Portugal / Circuito da Boavista             | Circuito da Boavista                | Porto               | Portugal           |
| 7      | C2     | 5 juillet    | Race of Portugal / Circuito da Boavista             | Circuito da Boavista                | Porto               | Portugal           |
| 8      | C1     | 19 juillet   | Mariott Race of UK                                  | Circuit de Brands Hatch             | Longfield           | Royaume-Uni        |
| 8      | C2     | 19 juillet   | Mariott Race of UK                                  | Circuit de Brands Hatch             | Longfield           | Royaume-Uni        |
| 9      | C1     | 6 septembre  | Atari Race of Germany                               | Motorsport Arena Oschersleben       | Oschersleben (Bode) | Allemagne          |
| 9      | C2     | 6 septembre  | Atari Race of Germany                               | Motorsport Arena Oschersleben       | Oschersleben (Bode) | Allemagne          |
| 10     | C1     | 20 septembre | Stihl Race of Italy                                 | Autodromo Enzo e Dino Ferrari       | Imola               | Italie             |
| 10     | C2     | 20 septembre | Stihl Race of Italy                                 | Autodromo Enzo e Dino Ferrari       | Imola               | Italie             |
| 11     | C1     | 1er novembre | Kenwood Race of Japan / AsLMS 1 000 km d'Okayama    | Circuit international d'Okayama     | Mimasaka            | Japon              |
| 11     | C2     | 1er novembre | Kenwood Race of Japan / AsLMS 1 000 km d'Okayama    | Circuit international d'Okayama     | Mimasaka            | Japon              |
| 12     | C1     | 22 novembre  | Mariott Guia Race of Macau / F3 Grand Prix de Macao | Circuit de Guia                     | Macao               | Macao, Chine       |
| 12     | C2     | 22 novembre  | Mariott Guia Race of Macau / F3 Grand Prix de Macao | Circuit de Guia                     | Macao               | Macao, Chine       |

## Résultats de la saison 2009
| Manche | Manche | Evenement                                                   | Pole position     | Meilleur tour     | Pilote vainqueur   | Equipe gagnante      | Vainqueur indépendants |
| ------ | ------ | ----------------------------------------------------------- | ----------------- | ----------------- | ------------------ | -------------------- | ---------------------- |
| 1      | C1     | HSBC Race of Brazil                                         | Yvan Muller       | Yvan Muller       | Yvan Muller        | SEAT Sport           | Félix Porteiro         |
| 1      | C2     | HSBC Race of Brazil                                         |                   | Alain Menu        | Gabriele Tarquini  | SEAT Sport           | Félix Porteiro         |
| 2      | C1     | HSBC Race of Mexico                                         | Augusto Farfus    | Andy Priaulx      | Rickard Rydell     | SEAT Sport           | Félix Porteiro         |
| 2      | C2     | HSBC Race of Mexico                                         |                   | Jörg Müller       | Yvan Muller        | SEAT Sport           | Félix Porteiro         |
| 3      | C1     | Race of Morocco / Grand Prix de Marrakech                   | Rob Huff          | Rob Huff          | Rob Huff           | Chevrolet RML        | Mehdi Bennani          |
| 3      | C2     | Race of Morocco / Grand Prix de Marrakech                   |                   | Alain Menu        | Nicola Larini      | Chevrolet RML        | Franz Engstler         |
| 4      | C1     | Ville de Pau Race of France / Grand Prix de Pau (Résultats) | Augusto Farfus    | Sergio Hernández  | Rob Huff           | Chevrolet RML        | Franz Engstler         |
| 4      | C2     | Ville de Pau Race of France / Grand Prix de Pau (Résultats) |                   | Jörg Müller       | Alain Menu         | Chevrolet RML        | Eric Cayrolle          |
| 5      | C1     | Race of Spain                                               | Gabriele Tarquini | Yvan Muller       | Yvan Muller        | SEAT Sport           | Tom Coronel            |
| 5      | C2     | Race of Spain                                               |                   | Augusto Farfus    | Augusto Farfus     | BMW Team Germany     | Stefano D'Aste         |
| 6      | C1     | Mariott Race of the Czech Republic                          | Augusto Farfus    | Andy Priaulx      | Alessandro Zanardi | BMW Team Italy-Spain | Félix Porteiro         |
| 6      | C2     | Mariott Race of the Czech Republic                          |                   | Sergio Hernández  | Sergio Hernández   | BMW Team Italy-Spain | Félix Porteiro         |
| 7      | C1     | Race of Portugal / Circuito da Boavista                     | Gabriele Tarquini | Gabriele Tarquini | Gabriele Tarquini  | SEAT Sport           | Stefano D'Aste         |
| 7      | C2     | Race of Portugal / Circuito da Boavista                     |                   | Augusto Farfus    | Augusto Farfus     | BMW Team Germany     | Stefano D'Aste         |
| 8      | C1     | Mariott Race of UK                                          | Alain Menu        | Alain Menu        | Alain Menu         | Chevrolet RML        | Stefano D'Aste         |
| 8      | C2     | Mariott Race of UK                                          |                   | Jörg Müller       | Augusto Farfus     | BMW Team Germany     | Tom Boardman           |
| 9      | C1     | Atari Race of Germany                                       | Gabriele Tarquini | Andy Priaulx      | Andy Priaulx       | BMW Team UK          | Tom Coronel            |
| 9      | C2     | Atari Race of Germany                                       |                   | Andy Priaulx      | Augusto Farfus     | BMW Team Germany     | Tom Coronel            |
| 10     | C1     | Stihl Race of Italy                                         | Gabriele Tarquini | Gabriele Tarquini | Gabriele Tarquini  | SEAT Sport           | Tom Coronel            |
| 10     | C2     | Stihl Race of Italy                                         |                   | Rickard Rydell    | Yvan Muller        | SEAT Sport           | Stefano D'Aste         |
| 11     | C1     | Kenwood Race of Japan                                       | Gabriele Tarquini | Rickard Rydell    | Andy Priaulx       | BMW Team UK          | Tom Coronel            |
| 11     | C2     | Kenwood Race of Japan                                       |                   | Rob Huff          | Augusto Farfus     | BMW Team Germany     | Stefano D'Aste         |
| 12     | C1     | Mariott Guia Race of Macau / Grand Prix de Macao            | Rob Huff          | Tiago Monteiro    | Rob Huff           | Chevrolet RML        | Tom Coronel            |
| 12     | C2     | Mariott Guia Race of Macau / Grand Prix de Macao            |                   | Jörg Müller       | Augusto Farfus     | BMW Team Germany     | Félix Porteiro         |

## Classement Pilotes
| Pos | Pilote             | Equipe                      | Voiture         | Victoires | Points |
| --- | ------------------ | --------------------------- | --------------- | --------- | ------ |
| 1   | Gabriele Tarquini  | SEAT Sport                  | Seat León       | 3         | 127    |
| 2   | Yvan Muller        | SEAT Sport                  | Seat León       | 4         | 123    |
| 3   | Augusto Farfus Jr. | BMW Team Germany            | BMW 320si       | 6         | 113    |
| 4   | Andy Priaulx       | BMW Team UK                 | BMW 320si       | 2         | 84     |
| 5   | Robert Huff        | Chevrolet                   | Chevrolet Cruze | 3         | 80     |
| 6   | Jörg Müller        | BMW Team Germany            | BMW 320si       | 0         | 76     |
| 7   | Rickard Rydell     | SEAT Sport                  | Seat León       | 1         | 64     |
| 8   | Jordi Gené         | SEAT Sport                  | Seat León       | 0         | 48     |
| 9   | Tiago Monteiro     | SEAT Sport                  | Seat León       | 0         | 44     |
| 10  | Alain Menu         | Chevrolet                   | Chevrolet Cruze | 2         | 39     |
| 11  | Sergio Hernández   | BMW Team Italy-Spain        | BMW 320si       | 1         | 36     |
| 12  | Alessandro Zanardi | BMW Team Italy-Spain        | BMW 320si       | 1         | 31     |
| 13  | Nicola Larini      | Chevrolet                   | Chevrolet Cruze | 1         | 27     |
| 14  | Tom Coronel        | SUNRED                      | Seat León       | 0         | 15     |
| 15  | Félix Porteiro     | Scuderia Proteam Motorsport | BMW 320si       | 0         | 10     |
| 16  | Franz Engstler     | Team Engstler               | BMW 320si       | 0         | 7      |
| 17  | James Thompson     | LADA Sport                  | Lada Priora     | 0         | 6      |
| 18  | Stefano d'Aste     | Wiechers-Sport              | BMW 320si       | 0         | 3      |
| 19  | Éric Cayrolle      | SUNRED                      | Seat León       | 0         | 1      |

## Classement Indépendants
| Pos | Pilote                      | Equipe                       | Voiture           | Victoires | Points |
| --- | --------------------------- | ---------------------------- | ----------------- | --------- | ------ |
| 1   | Tom Coronel                 | SUNRED                       | Seat León         | 6         | 233    |
| 2   | Félix Porteiro              | Scuderia Proteam Motorsport  | BMW 320si         | 7         | 220    |
| 3   | Franz Engstler              | Team Engstler                | BMW 320si         | 2         | 158    |
| 4   | Stefano d'Aste              | Wiechers-Sport               | BMW 320si         | 6         | 137    |
| 5   | Tom Boardman                | SUNRED                       | Seat León         | 1         | 99     |
| 6   | Kristian Poulsen            | Team Engstler                | BMW 320si         | 0         | 50     |
| 7   | Marin Čolak                 | Čolak Racing Team Ingra      | Seat León         | 0         | 31     |
| 8   | Mehdi Bennani               | Exagon Engineering           | Seat León         | 1         | 30     |
| 9   | Vito Postiglione            | Scuderia Proteam Motorsport  | BMW 320si         | 0         | 24     |
| 10  | Nobuteru Taniguchi          | Scuderia Proteam Motorsport  | BMW 320si         | 0         | 21     |
| 11  | Éric Cayrolle               | SUNRED                       | Seat León         | 1         | 18     |
| 12  | Philip Geipel               | Liqui Moly Team Engstler     | BMW 320si         | 0         | 15     |
| 13  | Takayuki Aoki               | Wiechers-Sport               | BMW 320si         | 0         | 14     |
| 14  | George Tanev                | Scuderia Proteam Motorsport  | BMW 320si         | 0         | 12     |
| 15  | Seiji Ara                   | Wiechers-Sport               | BMW 320si         | 0         | 9      |
| 16  | Diego Puyo                  | SUNRED                       | Seat León         | 0         | 8      |
| 17  | André Couto                 | SUNRED                       | Seat León         | 0         | 8      |
| 18  | Tim Coronel                 | SUNRED                       | Seat León         | 0         | 7      |
| 19  | Henry Ho                    | Liqui Moly Team Engstler     | BMW 320si         | 0         | 7      |
| 20  | Laurent Cazenave            | Wiechers-Sport               | BMW 320si         | 0         | 6      |
| =   | Lei Kit Meng                | China Dragon Racing - RPM    | BMW 320si         | 0         | 6      |
| 22  | João Paulo Lima de Oliveira | SUNRED                       | Seat León         | 0         | 4      |
| =   | Jean-Marie Clairet          | SUNRED                       | Seat León         | 0         | 4      |
| 24  | Masaki Kano                 | Liqui Moly Team Engstler     | BMW 320si         | 0         | 3      |
| 25  | Michel Nykjær               | Perfection Racing            | Chevrolet Lacetti | 0         | 2      |
| =   | Andrea Larini               | SUNRED                       | Seat León         | 0         | 2      |
| 27  | Norbert Michelisz           | SUNRED                       | Seat León         | 0         | 2      |
| =   | Fabio Fabiani               | Scuderia Proteam Motorsport  | BMW 320si         | 0         | 2      |
| 29  | Joseph Rosa Merszei         | Liqui Moly Team Engstler     | BMW 320si         | 0         | 1      |
| =   | Jason Watt                  | Team Bygma Jason Watt Racing | Seat León         | 0         | 1      |

## Classement Constructeurs
| Pos | Constructeur | Voiture         | Victoires | Points |
| --- | ------------ | --------------- | --------- | ------ |
| 1   | SEAT         | Seat León       | 8         | 314    |
| 2   | BMW          | BMW 320si       | 10        | 311    |
| 3   | Chevrolet    | Chevrolet Cruze | 6         | 215    |
| 4   | Lada         | Lada 110        | 0         | 83     |